# Eugen Schiffer

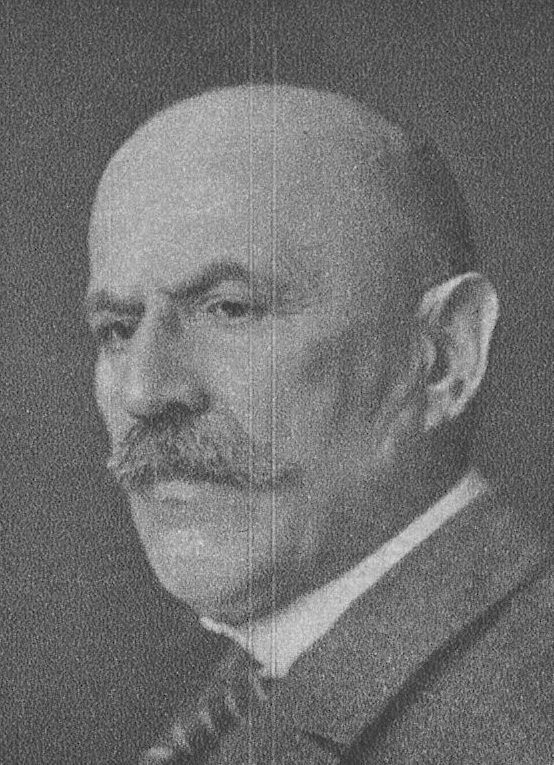
Eugen Schiffer, um 1924

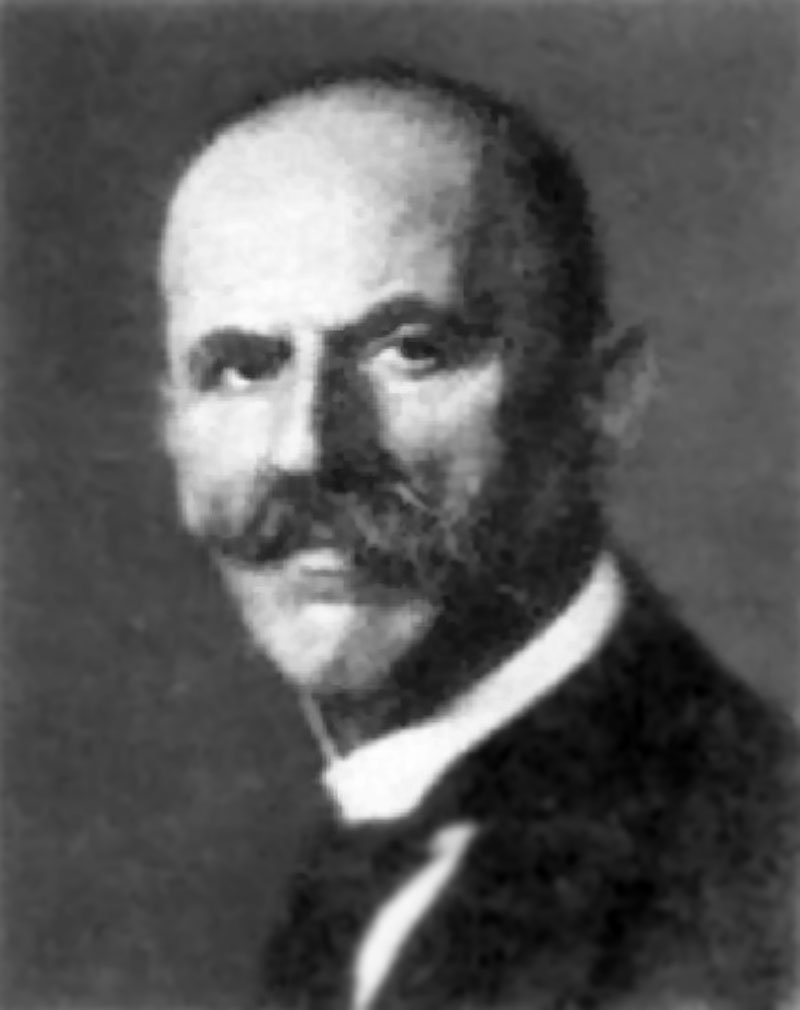
Eugen Schiffer

Eugen Schiffer (* 14. Februar 1860 in Breslau; † 5. September 1954 in Berlin) war ein deutscher Jurist und Politiker (Nationalliberale Partei, DDP, LDPD, FDP). Schiffer setzte sich im Kaiserreich für eine Rechtsvereinheitlichung ein. Im Ersten Weltkrieg stieg er zum Unterstaatssekretär auf und wurde in der Weimarer Republik Reichsjustizminister. Dieses Amt hatte er zuletzt 1921 inne.
Nach dem Zweiten Weltkrieg wurde Schiffer Mitglied der LDPD in der sowjetisch besetzten Zone und arbeitete in der Zentralverwaltung für Justiz mit. Seine letzten Lebensjahre verbrachte er im Westteil der Stadt, wo er schon vor der nationalsozialistischen Machtergreifung ansässig gewesen war.

## Leben

### Erste Schritte
Schiffer war der Sohn des jüdischen Kaufmannes Bernhard Schiffer und dessen Ehefrau Mathilde geb. Kassel. Nach dem Abitur am Breslauer Elisabeth-Gymnasium studierte er von 1877 bis 1880 Rechtswissenschaften an den Universitäten Breslau, Leipzig und Tübingen und wieder Breslau, wo er auch das Referendarexamen ablegte. Nach Referendarzeit und Promotion folgte 1885 die Große Juristische Staatsprüfung, die er mit der Note „gut“ bestand. Von 1888 bis 1899 war er als Amtsrichter in Zabrze/Oberschlesien tätig und vermählte sich in Breslau mit Bertha Buttermilch (1858–1919). Sie bekamen vier Kinder. Zu dem Zeitpunkt war die Familie noch jüdisch, später trat sie in die evangelische Kirche ein. Von 1899 bis 1906 war er erst Amtsgerichtsrat und dann Landgerichtsrat in Magdeburg. 1906 wurde er ans Kammergericht in Berlin gerufen und 1910 zum Oberverwaltungsgerichtsrat ernannt.

### Politische Karriere im Kaiserreich
Parallel zu seiner juristischen Karriere verfolgte Eugen Schiffer eine politische. Er gehörte von 1912 bis 1917 dem Reichstag des Kaiserreichs an, wo er als Abgeordneter der Nationalliberalen Partei den Wahlkreis Wolmirstedt-Neuhaldensleben vertrat. Dort widmete er sich vorwiegend der Vereinheitlichung der Rechtspflege im Deutschen Reich, die trotz der Reichsjustizgesetze noch sehr von den Einzelstaaten bestimmt wurde. Von 1904 bis 1918 vertrat Schiffer den Wahlkreis Magdeburg-Stadt im Preußischen Abgeordnetenhaus. Wegen seiner beruflichen Beförderungen musste er in dieser Zeit dreimal sein Mandat niederlegen, wurde in der Ersatzwahl jedoch stets wiedergewählt. Von 1903 bis 1917 gehörte er dem Zentralvorstand der Nationalliberalen Partei an. Im Gegensatz zur Mehrheit der Parteimitglieder, die die Umgründung der Nationalliberalen Partei zur DVP mit vollzog, beteiligte Schiffer sich an der Gründung der DDP. Am 23. Oktober 1917 wurde er von Georg Michaelis als Unterstaatssekretär in das Reichsschatzamt berufen. Diese Position hatte Schiffer bis zum Ende des Kaiserreichs inne. Während der Herrschaft des Rates der Volksbeauftragten war er vom 14. November 1918 bis zum 12. Februar 1919 als Staatssekretär tätig.

### Minister der Weimarer Republik

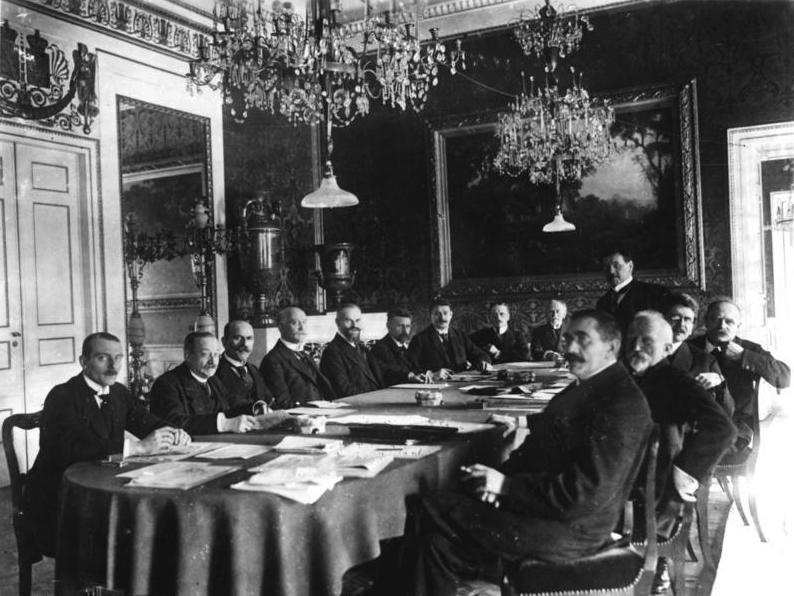
Erste Sitzung des Kabinetts Scheidemann am 13. Februar 1919 in Weimar. Eugen Schiffer (3. von links)

Als erster Reichsminister der Finanzen übernahm Schiffer vom 13. Februar bis zum 19. April 1919 die Leitung des neu gegründeten Reichsfinanzministeriums. In dieser Funktion wirkte er im gleichen Zeitraum unter Ministerpräsident Philipp Scheidemann als stellvertretender Regierungschef. In der Nachfolgeregierung war er unter Gustav Bauer vom 3. Oktober 1919 bis zum 26. März 1920 als Reichsjustizminister und erneut als Vizekanzler tätig. Im Juli 1919 trug er als Verhandlungsführer der Koalitionsgespräche maßgeblich Verantwortung am Zustandekommen des Weimarer Schulkompromisses. Während des Kapp-Lüttwitz-Putsches blieb Schiffer als einziger Minister in Berlin. Er verweigerte die Zusammenarbeit mit den Putschisten und führte schließlich durch Konzessionen an General Walther von Lüttwitz das Ende des Putsches herbei. Schließlich war er im ersten Kabinett von Joseph Wirth vom 10. Mai bis zum 22. Oktober 1921 ein zweites Mal Reichsjustizminister. In seinen Funktionen trat er stringent für eine Unitarisierung der Reichsverwaltung ein und zählte damit zu den schärfsten Gegnern des Föderalismus in Deutschland.

### Vereinfachung des Justizwesens
Schiffer war in der Weimarer Nationalversammlung seit dem 9. Juli 1919 als Nachfolger von Friedrich von Payer Fraktionschef der DDP und bis 1924 Abgeordneter dieser Partei im Reichstag. 1923 entwarf er für die DDP-Fraktion einen Antrag für ein „Erstes Gesetz zur Vereinfachung des Justizwesens“, das in abgeänderter Fassung im Februar 1924 verabschiedet wurde. Ziel war vor allem, die Dauer des Zivilprozesses zu verkürzen und der Prozessverschleppung entgegenzuwirken. Zu diesem Zweck wurde unter anderem ein „Güteverfahren“ eingeführt. Von 1921 bis 1924 war er auch Landtagsabgeordneter in Preußen. Das Mandat nahm er jedoch seit seinem Partei- und Fraktionsaustritt am 22. Oktober 1924 nicht mehr wahr. Ab 1924 praktizierte Schiffer wieder als Rechtsanwalt und publizierte über den Zustand der deutschen Rechtspflege. Sein wichtigstes Werk, Die Deutsche Justiz, erschien 1928. Es handelte von der Hypertrophie des Rechts in Deutschland und kritisierte die schiere Masse an Vorschriften, die selbst für Fachleute kaum überschaubar sei und – in Verbindung mit der Weltfremdheit vieler Richter und der Rechtsfremdheit des Volkes – zu einer Vertrauenskrise von Recht und Justiz führe. Beinahe resignierend stellt er fest: „Ein inneres Verhältnis zwischen Volksseele, Rechtsordnung, Rechtspflege und Richtertum ist […] nicht gegeben […], das Band zwischen Volk und Recht ist nicht mehr bloß gelockert, sondern gerissen.“ In seinem 1932 erschienenen Buch „Sturm über Deutschland“ äußerte er sich u. a. kritisch zur Weimarer Verfassung, die dem Reichspräsidenten zu viele Vollmachten einräume.
Schiffer war auch Mitherausgeber der Deutschen Juristenzeitung.

### Aufsichtsratsvorsitzender
Von 1923 bis 1934 war Schiffer Aufsichtsratsvorsitzender der Werschen-Weißenfelser Braunkohlen AG und der Anhaltischen Kohlenwerke, die mit Beginn seiner Amtszeit im Rahmen einer Verwaltungsgemeinschaft verbunden waren. Nach 1945 gab Schiffer an, dass er „als Halbjude aus rassischen und politischen Gründen“ sein Amt als Präsident des Aufsichtsrats dieser beiden größten Montanunternehmen im Mitteldeutschen Braunkohlerevier niederlegen musste. Diese Aussage ist unbelegt, denn dagegen spricht, dass Schiffer im Jahr 1934 nicht nochmals gewählt werden konnte, da die Satzung der beiden Aktiengesellschaften eine Wiederwahl auf 4 × 3 Zeitjahre begrenzte. Ferner erhielt Schiffer für die Tätigkeit als Aufsichtsratsvorsitzender der Werschen-Weißenfelser Braunkohlen AG und der Anhaltischen Kohlenwerke seine Pension ungeschmälert bis Kriegsende.
Schiffers Schicksal nach 1933 war zunehmend von Ausgrenzung und Schikanen gekennzeichnet. Er musste die verbliebenen öffentlichen Funktionen aufgeben, eine Kürzung des Ruhegehalts hinnehmen und eine Vermögensabgabe zahlen. Mehrfach wurde er zum Wohnungswechsel gezwungen. Das Kriegsende erlebten seine jüngere Tochter und er in dem Ghetto, welches im Jüdischen Krankenhaus im Berliner Wedding eingerichtet war.

### LDPD-Gründung nach dem Krieg

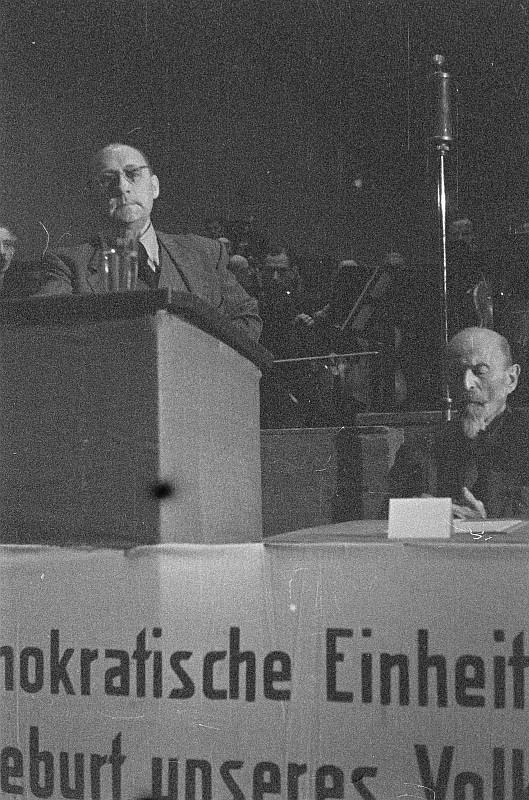
Eugen Schiffer (rechts) auf der ersten Kundgebung des Antifaschistisch-demokratischen Blocks im August 1945

Unmittelbar nach dem Ende des Zweiten Weltkriegs, Anfang Juli 1945, veröffentlichte Eugen Schiffer gemeinsam mit Wilhelm Külz den Aufruf zur Gründung einer Liberal-Demokratischen Partei Deutschlands. Er war bis Anfang 1950 Mitglied des Zentralvorstandes der LDPD.

### Juristischer Aufbau in der SBZ und der DDR
1945 lud ihn der Kommunist und spätere Staatsratsvorsitzende der DDR Walter Ulbricht im Rahmen seiner Block-Politik zur Mitarbeit am „antifaschistisch-demokratischen“ Neuaufbau auf dem Gebiet der sowjetischen Besatzungszone ein. Er hielt den ehemaligen Justizminister und Antifaschisten für einen Demokraten mit großem Namen. Schiffer erklärte sich bereit, „ein Stück des Weges gemeinsam zu gehen“. Per Befehl Nr. 17 setzte die Sowjetische Militäradministration in Deutschland (SMAD) 1945 den damals bereits 85-Jährigen als ersten Präsidenten der Deutschen Zentralverwaltung der Justiz (DJV) ein. Er holte Hermann Emil Kuenzer an seine Seite. Da die Sozialistische Einheitspartei Deutschlands (SED) in den Folgejahren zunehmenden Einfluss gewann und – im Einvernehmen mit den Sowjets – Schlüsselpositionen der Justizverwaltung in ihre Hände bringen wollte, geriet Schiffer als Mitglied einer liberalen Partei unter Druck. Am 14. August 1948, als er sich im Urlaub befand, unterschrieb sein Stellvertreter Ernst Melsheimer (SED) das Entlassungsschreiben für zwei führende DJV-Juristen – eine Brüskierung für Schiffer, der umgehend seinen Rücktritt einreichte. Die SMAD entließ ihn per Befehl Nr. 146 vom 23. August 1948 und ernannte am 2. Oktober per Befehl Nr. 158 Max Fechner zum neuen DJV-Vorsitzenden. Fechner wurde wenig später der erste Justizminister der DDR.
In den Jahren 1949 bis 1950 gehörte Schiffer als Vorsitzender des Verfassungsausschusses der provisorischen Volkskammer der DDR an. Er war außerdem in seiner Eigenschaft als Präsident der DJV im Januar 1947 der erste Herausgeber der Neuen Justiz. Wie in der Weimarer Republik sprach sich Schiffer gegen einen föderalistisch organisierten Staat aus und wirkte maßgeblich bei der Zentralisierung der Justizverwaltung der DDR mit.

### Lebensende in Westberlin

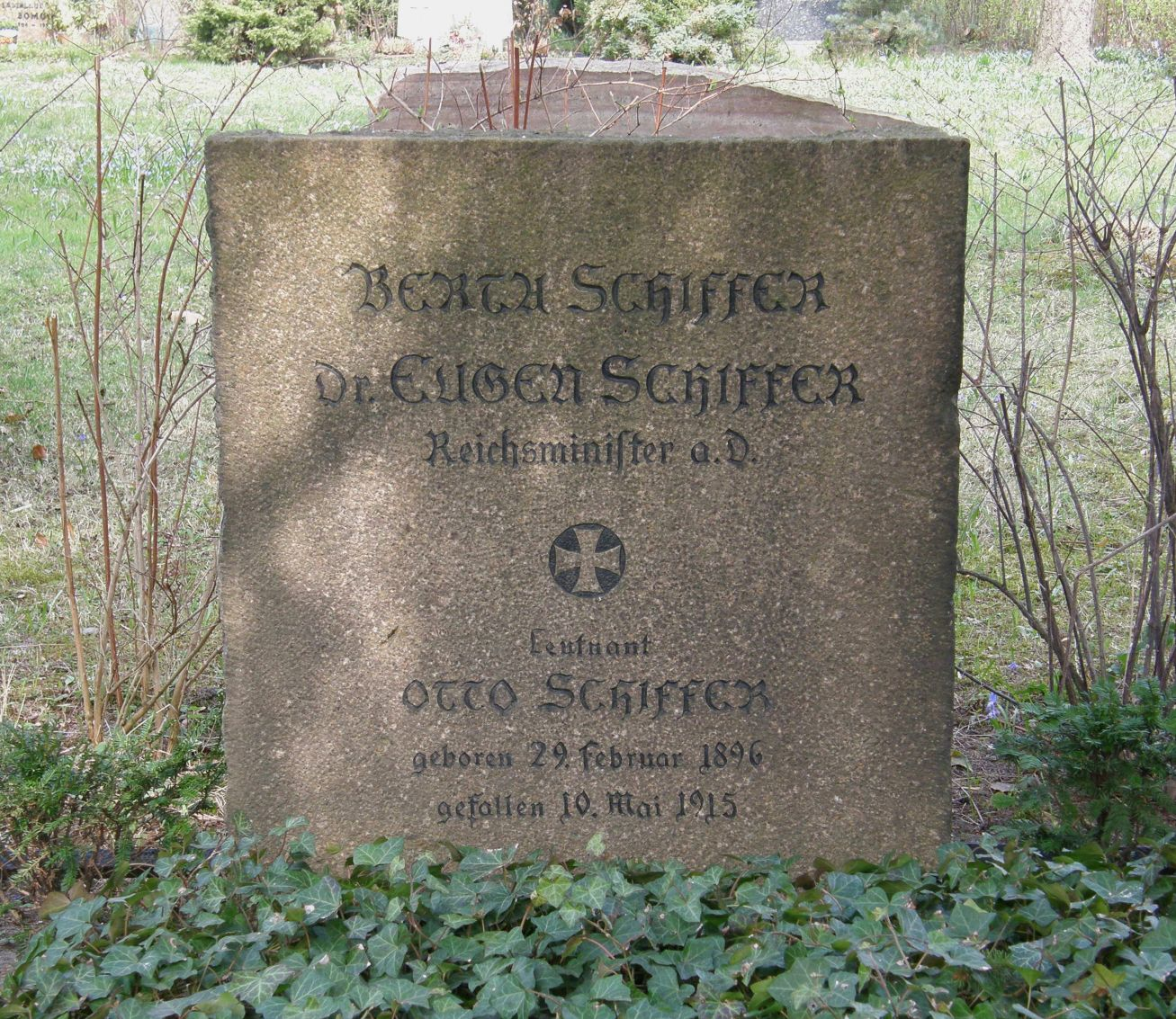
Friedhof Wilmersdorf in Berlin: Familiengrab Schiffer (Ehrengrab des Landes Berlin)

Auch während seines politischen Engagements für die DDR im Ostteil der Stadt behielt Schiffer seinen Wohnsitz im West-Berliner Bezirk Charlottenburg bei, den er 1941 gezwungenermaßen bezogen hatte und an den er 1945 zurückgekehrt war. In der dortigen Mommsenstraße 52 verstarb er vier Jahre nach seinem Rückzug aus der Politik an einer Lungenentzündung und einem Herzmuskelschaden. Beigesetzt wurde er auf dem Friedhof Wilmersdorf in Berlin. Sein Schwiegersohn Waldemar Koch war 1945 der erste Vorsitzende der LDP in der Sowjetischen Besatzungszone.

## Ehrungen
- Schiffer erhielt die Ehrendoktorwürde der Universität Halle (Saale) (1928) und der Humboldt-Universität Berlin (1950).
- Auf Beschluss des Berliner Senats ist Schiffers letzte Ruhestätte auf dem Friedhof Wilmersdorf (Grablage: D-7-4-4/6) seit 1997 als Ehrengrab des Landes Berlin gewidmet. Die Widmung wurde im Jahr 2021 um die übliche Frist von zwanzig Jahren verlängert.[18]

## Veröffentlichungen (Auswahl)
- Zur Lehre vom Glückspiel. In: Der Gerichtssaal, 1895, S. 184 ff.
- Der neueste Entwurf zur Reform des Strafverfahrens. Kattowitz 1896.
- Die Rechtskonsulenten. Berlin 1897.
- Neue Vorschläge zur Beschleunigung und Vereinheitlichung der Rechtspflege. In: Juristische Wochenschrift, 1914, S. 2 ff.
- Der vaterländische Hilfsdienst; Erläuterungen und Materialien zum Gesetz über den vaterländischen Hilfsdienst vom 5. Dezember 1916. Liebmann, Berlin 1916.
- Die deutsche Demokratie nach den Reichstagswahlen. Ernst Litfaß' Erben, Berlin 1920.
- Die Deutsche Justiz. Grundzüge einer durchgreifenden Reform. Verlag Otto Liebmann, Berlin 1928; 2., grundlegend überarbeitete Auflage, Berlin 1949.
- Sturm über Deutschland. Verlag Otto Liebmann, Berlin 1932.
- Die neue Verfassung des Deutschen Reiches. Eine politische Skizze. Hobbing-Verlag, Berlin 1932.
- Ein Leben für den Liberalismus. Herbig, Berlin 1951.